# Gant-Wevelgem 2000
La Gant-Wevelgem 2000 fou la 62a edició de la cursa ciclista Gant-Wevelgem i es va disputar el 5 d'abril de 2000 sobre una distància de 214 km. El vencedor fou el belga Geert Van Bondt (Farm Frites), que s'imposà en solitari després d'atacar a manca de 4 quilòmetres d'arribada en el si d'una escapada en la qual amb sis companys més. Finalment arribà amb 29" sobre els també belgues Peter Van Petegem (Farm Frites) i Johan Museeuw (Mapei-Quick Step).

## Classificació final
|    | Cilista                 | Equip                    | Temps      |
| -- | ----------------------- | ------------------------ | ---------- |
| 1  | Geert Van Bondt (BEL)   | Farm Frites              | 5h 01' 30" |
| 2  | Peter Van Petegem (BEL) | Farm Frites              | + 29"      |
| 3  | Johan Museeuw (BEL)     | Mapei-Quick Step         | + 29"      |
| 4  | Tristan Hoffman (NED)   | Memory Card-Jack & Jones | + 29"      |
| 5  | Chris Peers (BEL)       | Cofidis                  | + 29"      |
| 6  | Michel Vanhaecke (BEL)  | Tönissteiner-Colnago     | + 29"      |
| 7  | Andreas Klier (GER)     | Farm Frites              | + 29"      |
| 8  | Peter Farazijn (BEL)    | Cofidis                  | + 29"      |
| 9  | Steffen Wesemann (GER)  | Team Deutsche Telekom    | + 1' 03"   |
| 10 | Roger Hammond (GBR)     | Collstrop                | + 1' 03"   |